# Juan José Heydeck
Moshé Levy o Levy Moshé Heydeck, tras su conversión Juan José Heydeck (Gunzenhausen, Baviera, 1755 - Madrid, después de 1815), hebraísta, escritor y traductor judeoalemán.

## Biografía
De origen judío, se formó tres años en la Universidad de Praga en el Estado de Bohemia estudiando Filosofía y Sagrada Escritura y amplió estudios de Lenguas Orientales durante dos años más en la misma universidad. Posteriormente estudió Lenguas Modernas de Europa y viajó por la mayoría de los reinos para aprenderlas con perfección. Por su formación sobresaliente fue elegido rabino y recibió el grado de doctor en las cuatro sinagogas unidas de Dulken, Emmerich, Wesel y Grevenbroich, cerca de Colonia. Sin embargo, se convirtió al anglicanismo en 1779 en Inglaterra y luego al catolicismo en 1783, cuando fue bautizado públicamente en la Catedral de Colonia, siendo su padrino su Alteza Serenísimo el Elector Príncipe Arzobispo de Colonia. Perseguido por los judíos alemanes, volvió a Inglaterra y fue elegido profesor de Lenguas Orientales en el Colegio de la Universidad de Dublín. Luego viajó a Estados Unidos para formarse en los dialectos de los naturales de ese continente. Dijo que escribió las observaciones que realizó en sus viajes, referencias políticas, literarias, geográficas y observaciones astronómicas, así como la historia natural de los territorios por los que pasó, pero este escrito, si existió, no ha llegado a nosotros, y parece además que parte de su pasado fue falsificado por él mismo, según  el profesor Cecil Roth. Naufragó en Santo Domingo y vino a España por consejo del Arzobispo de esta isla. Carlos III le concedió el empleo de agregado a la Cátedra de Hebreo con el corto sueldo de quinientos ducados por año. Para los Reales Estudios de San Isidro, para los que trabajó como bibliotecario agregado en la catalogación de libros de lenguas orientales, compuso una Poesía en hebreo que tradujo a varios idiomas antiguos y modernos con ocasión del fallecimiento de Carlos III, en noviembre de 1788. También elaboró otra poesía dedicada a Carlos IV con motivo de su subida al trono. Gracias a las cartas de recomendación que había traído Heydeck de Santo Domingo, el Inquisidor General de la Corte, Agustín Rubín de Ceballos, se había erigido como su valedor en España. Estuvo vinculado al Santo Oficio en la Corte como relator e intérprete en causas de extranjeros y judíos al menos desde 1794 a 1806. La más polémica de sus obras fue su Ilustración de la inscripcion hebrea que se halla en la iglesia de Nuestra Señora del Tránsito de la ciudad de Toledo, traducida al español (1795), que daría lugar a un cúmulo de inspecciones y controversias con la Real Academia de la Historia (Memoria 1799, 31-70); se trata en realidad de un apaño mal hecho en el que hizo sufrir en su defensa a su amigo toledano, el ilustrado Cándido María Trigueros. Igualmente pretendió haber hallado y desarrollado una vacuna jenneriana contra la viruela con pus de cabra, que resultó ser falsa.

## Obras
- Defensa de la Religión Christiana, tomo I, Madrid, 1792.
- Defensa de la Religión Christiana, tomo II, Madrid, 1793.
- Ilustración de la inscripción hebrea que se halla en la iglesia del Tránsito de la ciudad de Toledo, Madrid, 1795.
- Apéndice á la ilustración de la inscripción hebrea de la Iglesia del Tránsito de Toledo, Madrid, 1795.
- Defensa de la Religión Christiana, tomo III, Madrid, 1797, 478 p.
- Defensa de la Religión Christiana, tomo I, 2ª edición, Madrid, 1797, 186 p.
- Defensa de la Religión Christiana, tomo II, 2ª edición, Madrid, 1798, 267 p.
- Defensa de la Religión Christiana, tomo IV, Madrid, 1798.
- La fe triunfante o Carta a la Junta llamada el Gran Sanhedrín de los judíos de París, y a todo el pueblo hebreo esparcido por el mundo, Madrid, 1815.